# Iliá Kovtun
Iliá Kovtun (en ucraniano: Ілля Ковтун; Cherkasy, 10 de agosto de 2003) es un deportista ucraniano que compite en gimnasia artística.
Participó en dos Juegos Olímpicos de Verano, obteniendo una medalla de plata en París 2024, en la prueba de paralelas, y el séptimo lugar en Tokio 2020, en la prueba por equipos.
Ganó dos medallas en el Campeonato Mundial de Gimnasia Artística, en los años 2021 y 2023, y ocho medallas en el Campeonato Europeo de Gimnasia Artística entre los años 2021 y 2024.

## Palmarés internacional
| Juegos Olímpicos   | Juegos Olímpicos   | Juegos Olímpicos  | Juegos Olímpicos     |
| Año                | Lugar              | Medalla           | Prueba               |
| ------------------ | ------------------ | ----------------- | -------------------- |
| 2024               | París (Francia)    | Medalla de plata  | Paralelas            |
| Campeonato Mundial |                    |                   |                      |
| Año                | Lugar              | Medalla           | Prueba               |
| 2021               | Kitakyushu (Japón) | Medalla de bronce | Concurso individual  |
| 2023               | Amberes (Bélgica)  | Medalla de plata  | Concurso individual  |
| Campeonato Europeo |                    |                   |                      |
| Año                | Lugar              | Medalla           | Prueba               |
| 2021               | Basilea (Suiza)    | Medalla de bronce | Concurso individual  |
| 2022               | Múnich (Alemania)  | Medalla de plata  | Paralelas            |
| 2023               | Antalya (Turquía)  | Medalla de oro    | Paralelas            |
| 2023               | Antalya (Turquía)  | Medalla de bronce | Concurso individual  |
| 2023               | Antalya (Turquía)  | Medalla de bronce | Barra fija           |
| 2024               | Rímini (Italia)    | Medalla de oro    | Paralelas            |
| 2024               | Rímini (Italia)    | Medalla de oro    | Barra fija           |
| 2024               | Rímini (Italia)    | Medalla de oro    | Concurso por equipos |